# Christine Abrahamsdotter
Christine Abrahamsdotter, (1432-1495) est reine de Suède, par son mariage avec le roi Charles VIII de Suède. 